# 印第安峽谷 (加利福尼亞州)
印第安峽谷（英語：Indian Gulch）是位於美國加利福尼亞州馬里波薩縣的一個非建制地區。該地的面積和人口皆未知。

## 地理
印第安峽谷的座標為37°26′22″N 120°11′49″W / 37.43944°N 120.19694°W，而該地的平均海拔高度為295米（即968英尺）。